# Three (Blue Man Group)
Three è un album in studio dei Blue Man Group, pubblicato il 22 aprile 2016.

## Tracce
1. Dispatches 1 – 1:21
2. The Forge – 3:33
3. Hex Suit – 3:33
4. 3 To 1 – 4:13
5. Alive – 2:57
6. Snorkelbone – 3:01
7. Cimbalom 9 – 4:40
8. Robots – 5:10
9. Creature Feature – 3:34
10. Vortex – 3:47
11. Tone Spokes – 2:59
12. Dispatches 2 – 1:38
13. Giacometti – 4:21
14. Torus – 5:12